# Irma Avegno
Irma Avegno   (Montevideo, 20 de desembre de 1881 - Buenos Aires, juny 1913) va ser una uruguaiana de l'alta societat de Montevideo de principis de segle xx, que es va dedicar als negocis financers.

## Biografia
Avegno era filla d'Emilio Avegno i María de Ávila, segons consta en la seva partida de naixement. Pertanyia a una família benestant vinculada a les curses de cavalls i, políticament, al Partit Colorado. El seu pare va ser diputat d'aquest partit pel Departament d'Artigas i el seu oncle polític, el doctor José Romeu, va ser Secretari d'Estat, tots dos durant el segon govern de José Batlle y Ordóñez.
Va ser considerada en la seva pròpia època com una persona liberal i transgressora, ja que es va dedicar a negocis financers (era prestadora) i a activitats tradicionalment reservades a homes, com les juguesques en curses de cavalls. La seva orientació homosexual declarada obertament, que només podia ser reconeguda de forma implícita en l'època, també va contribuir en aquest sentit.
Va morir en estranyes circumstàncies a Lomas de Zamora, província de Buenos Aires, sent pròfuga de la Justícia uruguaiana. L'escàndol desencadenat pels deutes que va deixar després de fugar-se del país van provocar un fort escàndol en el govern de Batlle y Ordóñez. La causa oficial de mort va ser suïcidi.
El seu cos va ser enterrat en el Cementiri Central de Montevideo, després d'haver arribat al vapor Roma que va ser esperat per una multitud.

## Obres sobre la seva vida
- Armas, Dino. Se ruega no enviar coronas (en castellà).  Montevideo: Estuario, 2012.
- Vigil, Mercedes. Una mujer inconveniente : la historia de Irma Avegno (en castellà).  Montevideo: Fin de Siglo, 2000.